# Songzi Niangniang
Songzi Niangniang is in de Chinese volksreligie en in het taoïsme een godin die zonen schenkt. 
In de Chinese cultuur was het al eeuwen zo dat zonen belangrijker waren dan dochters. Het krijgen van een zoon werd als zeer belangrijk beschouwd. Songzi Niangniang zou volgens gelovigen zonen schenken. In China en gebieden met zeer veel Han (zoals Singapore) zijn tempels te vinden van deze godin. Zij wordt door vrouwen opgeroepen in gebeden. Op het eiland Taiwan staat de godin bekend onder de naam Zhusheng Niangniang (註生娘娘), wat letterlijk de "Vrouwe die over de geboorte gaat" betekent. In de Minnanse cultuur, die zich uitstrekt over Fujian, Oost-Guangdong en Taiwan, vormt de godin een belangrijke plaats in het Chinese godenrijk.
Songzi Niangniang is niet de enige Chinese godheid die zonen schept. Andere godheden met dezelfde specialiteit zijn Guanyin, Linshuifuren, Zhang Xian en de boeddhistische Hariti/Guizimu.